# Acta Philosophica Fennica
Acta Philosophica Fennica — рецензируемый академический журнал, издаваемый Философским обществом Финляндии. Основан в 1935 г. Тематика журнала охватывает все области философии. Первые выпуски журнала выходили на немецком языке, но в настоящее время “Acta Philosophica Fennica” является англоязычным изданием. В последние годы выходит с периодичностью от одного до трех раз в год. Главный редактор — Илькка Нийнилуото.